# Audra (Texas)
Pour les articles homonymes, voir Audra.
Audra est une ville fantôme située dans le Comté de Taylor, au Texas, aux États-Unis.  Établie vers le début du XXe siècle, la ville s'est développée autour d'un magasin général construit par C. Meno Hunt, Fred Robinson et Frank Sheppard. La ville fut nommée ainsi d'après la fille de Sheppard. En 1905, la population atteint un maximum d'environ 75. À la suite de la construction d'un chemin de fer à travers la région, la ville est abandonnée et ses habitants fondent plus à l'est la ville de Bradshaw, Texas (en), qui deviendra elle aussi des années plus tard une ville fantôme.